# Marea Revoltă Bosniacă
Marea Revoltă Bosniacă (29 martie 1831–5 iunie 1832) a fost o revoltă a aristocraților bosniaci musulmani, în frunte cu Husein Gradaščević împotriva reformelor sultanului Mahmud al II-lea al Imperiului Otoman.
Nemulțumiți de scăderea puterii pașilor locali și, mai ales, de acordarea, în urma Tratatului de la Adrianopol, de autonomie și de teritorii Principatului Serbiei, liderii bosniaci au strâns o armată și l-au proclamat pe Gradaščević vizir al Bosniei. Marele vizir a condus două atacuri nereușite împotriva rebelilor, care și-au întărit poziția în Bosnia și în Herțegovina. În primăvara lui 1831, însă, un nou atac otoman s-a sfârșit prin ocuparea Bosniei și fuga lui Gradaščević în Austria.

## Contextul

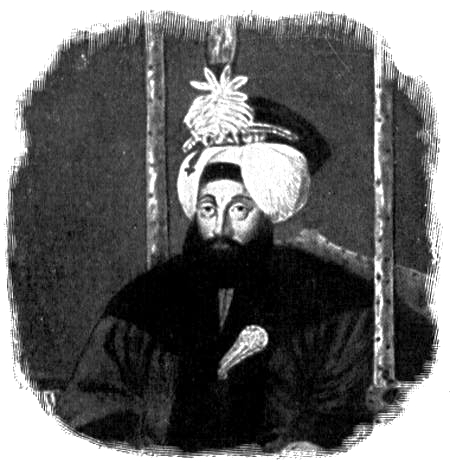
Sultanul Mahmud al II-lea, ale cărui acțiuni au fost factorul declanșator al mișcării pentru autonomia Bosniei.

La sfârșitul anilor 1820, sultanul Mahmud al II-lea a reintrodus mai multe reforme prin care a lărgit armata centrală imperială (nizam), a introdus noi taxe și a complicat birocrația otomană. Aceste reforme au dus la slăbirea statutului special și a privilegiilor de care se bucura aristocrația bosniacă în Imperiul Otoman și, combinat cu creșterea puterii altor popoare europene aflate sub dominație otomană, a dus la alarmarea și agitarea spiritelor în rândul bosniacilor. Viitorul lider al mișcării pentru autonomie, Husein Gradaščević, pe atunci funcționar local, nu s-a opus la început reformelor.
În 1826, când Sultanul a emis un decret prin care a deființat ienicerii din Bosnia, reacția imediată a lui Gradaščević a fost similară restului aristocrației bosniace. Gradaščević a amenințat că va folosi forța militară pentru a supune orice adversar al ienicerilor din Sarajevo. Când ienicerii l-au ucis pe nakibul-ešraf Nuruddin Efendi Šerifović, tonul său s-a schimbat și s-a distanțat rapid de cauza acestora.
În restul deceniului anilor 1820, Gradaščević a păstrat relații bune cu autoritățile imperiale din Bosnia. Când Abdurrahim-pașa a devenit vizir în 1827, Gradaščević a devenit consilier al acestuia. Din această poziție, Gradaščević a jucat un rol important în mobilizarea bosniacilor pentru războiul ruso-turc. În urma unor revolte de la Sarajevo din timpul pregătirilor în care Abdurrahim-pașa a fost dat jos, Gradaščević l-a adăpostit pe acesta la Gradačac înainte de a-l ajuta să fugă din țară. Gradaščević a fost loial și succesorului lui Abdurrahim, Namik-pașa, întărind garnizoanele otomane din Šabac la ordinele acestuia.
Punctul de cotitură pentru Gradaščević a venit odată cu sfârșitul războiului ruso-turc încheiat cu pacea de la Adrianopol la 14 septembrie 1829. Conform tratatului de pace, Imperiul Otoman trebuia să acorde Serbiei autonomie. Serbia autonomă astfel înființată a primit și șase districte tradițional atribuite Bosniei. Aceasta a declanșat mișcarea pentru autonomia Bosniei.
Între 20 și 31 decembrie 1830, Gradaščević a găzduit o adunare a aristocraților bosniaci la Gradačac. După o lună, între 20 ianuarie și 5 februarie s-a ținut o altă adunare la Tuzla pentru pregătirea revoltei. De acolo, populației bosniace i s-a cerut să se răscoale și să apere Bosnia. Husein-kapetan a fost ales neoficial lider al mișcării. Conform unor surse contemporane, bosniacii ar fi cerut Constantinopolului:
- Anularea privilegiilor acordate Serbiei și, în particular, retrocedarea celor șase districte bosniace;
- Încetarea implementării reformelor militare nizam;
- Guvern autonom în Bosnia condus de un lider local, cu tribut anual plătit Constantinopolului

## Lupta pentru autonomie
Un alt rezultat al întrunirii de la Tuzla a fost acordul pentru o altă întrunire generală la Travnik. Întrucât Travnik era capitala pașalâcului bosniac și reședința vizirului, întâlnirea era, practic, o confruntare cu autoritățile otomane. Gradaščević a cerut tuturor celor implicați să adune o armată. La 29 martie 1831, Gradaščević a pornit spre Travnik cu circa 4000 de oameni.

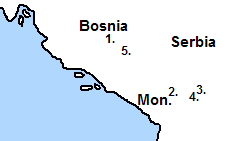
1. Travnik, 2. Peć, 3. Pristina, 4. Štimlje, 5. Sarajevo.

Aflând despre numărul oamenilor ce se apropiau, Namik-pașa s-a retras în cetatea Travnik și i-a chemat pe frații Sulejmanpašić în ajutor. Când armata rebelă a sosit în Travnik, a tras câteva salve către castel, avertizându-l pe vizir că este pregătită de luptă. Între timp, Gradaščević a trimis un detașament condus de Memiš-aga la Srebrenica, pentru a intercepta întăririle lui Sulejmanpašić. Cele două tabere s-au întâlnit la Pirot, lângă Travnik, la 7 aprilie. Acolo, Memiš-aga i-a învins pe frații Sulejmanpašić și pe armata lor de 2.000 de soldați, obligându-i să se retragă și distrugând posesiunile familiei Sulejmanpašić. La 21 mai, Namik-pașa a plecat la Stolac în urma unui scurt asediu. După aceea, Gradaščević s-a proclamat Comandant al Bosniei, ales prin voința poporului.
La 31 mai, Gradaščević a cerut ca toți aristocrații să i se alăture armatei sale, împreună cu oamenii de rând care doreau să o facă. Mii de oameni i s-au alăturat, inclusiv mulți creștini. Gradaščević și-a împărțit armata în două, lăsând o parte la Zvornik să se apere împotriva unei eventuale incursiuni sârbești. Cu grosul trupelor, el a pornit apoi către Kosovo să se întâlnească cu marele vizir, care fusese trimis în fruntea unei mari armate să înăbușe revolta. Pe drum, a cucerit orașele Peć și Priștina, unde și-a stabilit tabăra principală.
Întâlnirea cu marele vizir Mehmed Rashid-pașa a avut loc la 18 iulie lângă Shtimje. Deși cele două armate erau aproximativ egale numeric, trupele marelui vizir erau mai bine înarmate. Gradaščević a trimis o parte a armatei sale în frunte cu Ali-beg Fidahić să se întâlnească cu Rashid-pașa. În urma unei mici ciocniri, Fidahić a simulat o retragere. Crezând că victoria este aproape, marele vizir și-a trimis cavaleria și artileria într-o zonă împădurită. Gradaščević a profitat imediat de această greșeală și a executat un contraatac devastator cu grosul trupelor, anihilând aproape complet armata otomană. Rashid-pașa însuși a fost rănit.

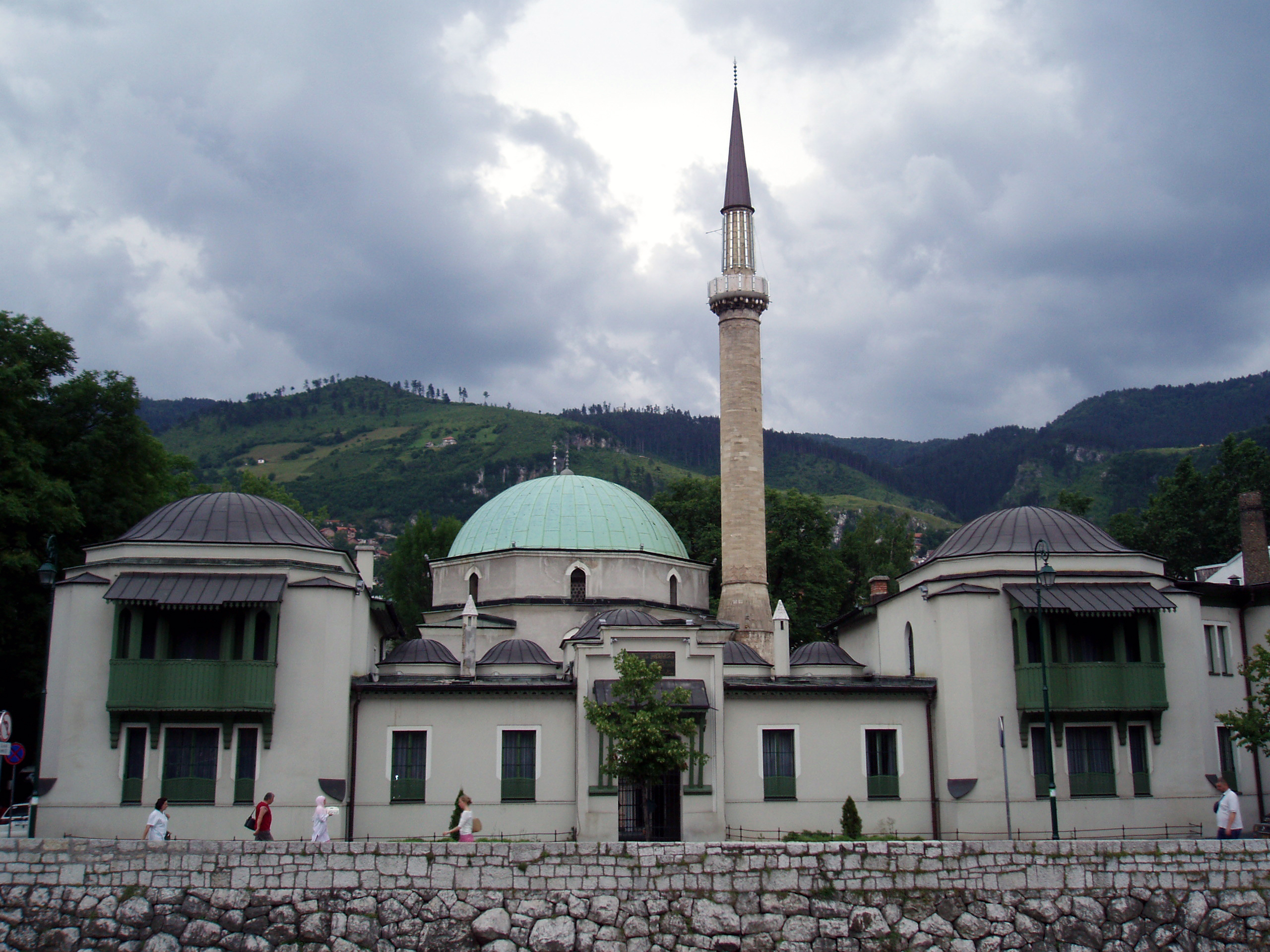
Moscheea Ţarului din Sarajevo, unde Gradaščević a fost proclamat vizir al Bosniei.

Marele vizir a susținut că Sultanul va îndeplini toate revendicările bosniacilor dacă armata rebelă se întoarce în Bosnia, iar Gradaščević a revenit acasă. La 10 august, la Priștina, a avut loc o noua întrunire a liderilor revoltei, în care s-a hotărât ca Gradaščević să fie proclamat vizir al Bosniei. Deși Gradaščević a refuzat la început, cei din preajma sa au insistat și el a acceptat. Noul său statut a fost oficializat într-un congres bosniac ținut la Sarajevo la 12 septembrie. În fața Moscheii Țarului, cei prezenți au jurat pe Coran credință lui Gradaščević.
În acest moment, Gradaščević era comandant suprem al armatei și principala autoritate civilă în Bosnia. A înființat o curte în jurul său și, după ce s-a instalat la Sarajevo, a mutat centrul politic al Bosniei la Travnik, aceasta devenind capitala de facto a statului rebel. La Travnik, el a înființat un divan, împreună cu care a guvernat țara. Gradaščević a colectat și taxe și a executat mai mulți adversari ai mișcării pentru autonomie. 

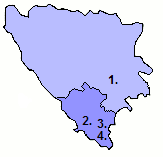
Harta Bosniei şi Herţegovinei moderne. 1. Sarajevo, 2. Stolac, 3. Gacko, 4. Trebinje. Herţegovina în culoare mai închisă.

În această perioadă de respiro în conflictul cu Poarta, s-a acordat atenție mișcării de opoziție din Herțegovina. S-a lansat o scurtă campanie împotriva acestei regiuni din trei direcții diferite:
- 1. O armată din Sarajevo a fost trimisă să atace Stolac pentru o ultimă întâlnire cu Namik-pașa, care fugise acolo în urma capturării Travnikului de către Gradaščević.
- 2. O armată din Krajina urma să asiste forțele sarajevene.
- 3. Armatele din Posavina și Podrinje de sud urmau să atace Gacko și pe căpitanul local Smail-aga Čengić.

Namik-pașa deja abandonase orașul Stolac, așa încât atacul a fost amânat. Atacul de la Gacko a eșuat, întrucât armata din Posavina și Podrinje de sud au fost învinse de Čengić. În octombrie, însă, o armată trimisă de Gradaščević, în frunte cu Ahmed-beg Resulbegović, a cucerit Trebinje de la familia loialistă Resulbegović.
O delegație bosniacă a ajuns în tabăra marelui vizir de la Skopje în luna noiembrie. Marele vizir a promis acestei delegații că va insista pe lângă Sultan să accepte cererile bosniacilor și să-l numească pe Gradaščević oficial vizir al Bosniei autonome. Intențiile sale erau altele; la începutul lui decembrie, el a atacat unitățile bosniace de lângă Novi Pazar. Din nou, armata rebelă a învins trupele imperiale, dar a trebuit să se retragă din cauza iernii grele.
În Bosnia, între timp, Gradaščević a hotărât să ducă o campanie în Herțegovina în ciuda vremii nefavorabile. Căpitanul din Livno, Ibrahim-beg Fidrus, a primit ordin să lanseze un atac final împotriva căpitanilor locali și să termie cu orice opoziție internă la mișcarea pentru autonomie. În acest scop, Fidrus a atacat mai întâi Ljubuški și pe căpitanul local Sulejman-beg. Fidrus l-a învins pe Sulejman-beg și a asigurat întreaga Herțegovină cu excepția Stolacului. Armata care a asediat Stolac, însă, a eșuat în luna martie a anului următor. Primind informații că trupele bosniace slăbiseră, căpitanul din Stolac, Ali-pașa Rizvanbegović, a rupt asediul, contraatacând rebelii și împrăștiindu-le trupele. Spre Stolac fusese trimisă deja o nouă forță de la Sarajevo, sub comanda lui Mujaga Zlatar, dar a fost rechemată de Gradaščević la 16 martie după vestea unei ofensive majore plănuite de marele vizir.

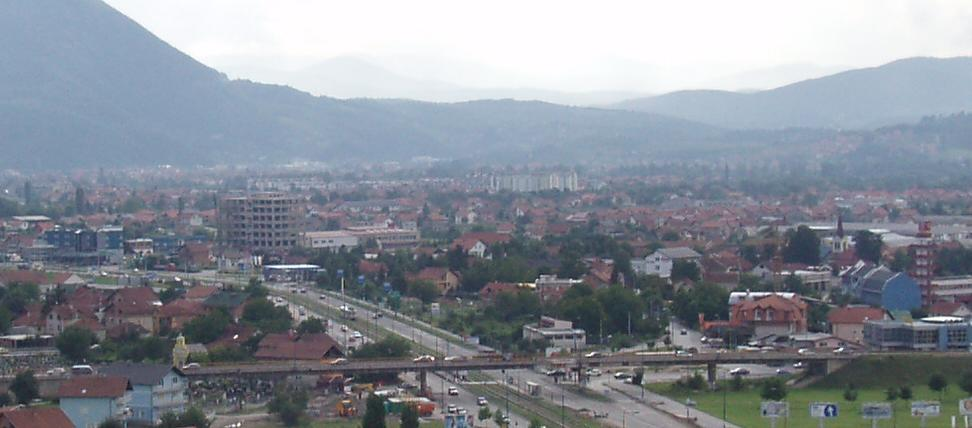
Stup astăzi: Estul Sarajevoului a fost scena ultimei bătălii a lui Husein Gradaščević.

Campania otomană a demarat la începutul lui februarie. Marele vizir a trimis două armate: una din Vučitrn și alta din Shkodër. Ambele armate s-au îndreptat spre Sarajevo, iar Gradaščević a trimis o armată de circa 10.000 de oameni. Când trupele vizirului au reușit să treacă Drina, Gradaščević a trimis 6.000 de oameni conduși de Ali-paša Fidahić înaintea lor la Rogatica în timp ce unitățile staționate la Višegrad aveau să meargă la Pale, lângă Sarajevo. Cele două forțe s-au întâlnit pe câmpia Glasinac la est de Sarajevo, lângă Sokolac, la sfârșitul lui mai. Armata bosniacă a fost condusă de Gradaščević însuși, în vreme ce trupele otomane erau sub comanda lui Kara Mahmud Hamdi-pașa, numit oficial de Sultan în funcția de vizir al Bosniei. În această primă luptă, Gradaščević a fost obligat să se retragă la Pale. Luptele au continuat în Pale și Gradaščević s-a retras din nou, de această dată la Sarajevo. Acolo, sfatul căpitanilor a hotărât continuarea luptei.
Ultima bătălie s-a dat la 4 iunie la Stup, un sat mic pe drumul dintre Sarajevo și Ilidža. După o luptă grea, se părea că Gradaščević iese învingător. Aproape de final, însă, soldații herțegovineni conduși de Ali-paša Rizvanbegović și Smail-aga Čengić au rupt liniile lui Gradaščević de pe flanc și au intrat în luptă. Copleșită de neașteptatul atac din spate, armata rebelă a fost obligată să se retragă în Sarajevo și s-a decis că o nouă rezistență ar fi inutilă. Gradaščević a fugit la Gradačac iar armata imperială a intrat la 5 iunie în oraș și s-a pregătit de un marș către Travnik. Gradaščević s-a hotărât apoi să plece din Gradačac și să fugă în Austria.